# Ciara
Ciara Princess Harris (Austin, Texas, 25 oktober 1985), bekend als Ciara, is een Amerikaanse zangeres.

## Biografie
Omdat haar vader militair van beroep was, is Ciara opgegroeid op verschillende plaatsen in de Verenigde Staten en ook in Duitsland. Ze heeft gewoond in New York, Californië, Arizona en Nevada voor ze in Atlanta terechtkwam.
Ze wilde al van jongs af aan zangeres worden. Ze werd lid van een meidengroep, schreef liedjes, verliet de meidengroep weer en vond een muziekpartner in de producer Jazze Pha.
Samen met Sean Garrett (ook bekend van Ushers Yeah!) schreef Ciara Goodies en nadat de producer Lil' Jon de demo gehoord had, werd het al snel opgenomen en in de zomer van 2004 uitgebracht. In 2006 bracht ze The Evolution uit, wat geen succes was in Nederland. Get Up, een lied van het album The Evolution, werd de soundtrack van de film Step Up. In 2009 keerde ze na lange tijd terug in de Nederlandse hitlijsten met de single "Takin' back my love" met Enrique Iglesias en met "Love Sex Magic", de Europese leadsingle met Justin Timberlake van haar 3de studioalbum Fantasy Ride. In 2013 bracht ze haar 5de studioalbum uit Ciara en werd goed verkocht in Amerika, minder in Europa. In 2015 bracht ze haar 6de studioalbum uit, "Jackie" , de naam van haar moeder. Ook bracht ze weer singles uit o.a I Bet dat over haar ex gaat

## Persoonlijk
Harris verloofde zich in oktober 2013 met rapper Future. In 2014 kregen ze een zoon, maar later dat jaar gingen ze uit elkaar. In maart 2016 verloofde ze zich met Russell Wilson, met wie zij vier maanden later trouwde. Het paar heeft drie kinderen.

## Discografie

### Albums
| Album met eventuele hitnotering(en) in de Nederlandse Album Top 100 | Datum van verschijnen | Datum van binnenkomst | Hoogste positie | Aantal weken | Opmerkingen |
| ------------------------------------------------------------------- | --------------------- | --------------------- | --------------- | ------------ | ----------- |
| Goodies                                                             | 01-11-2004            | 07-05-2005            | 79              | 9            |             |

| Album met hitnotering(en) in de Vlaamse Ultratop 200 albums | Datum van verschijnen | Datum van binnenkomst | Hoogste positie | Aantal weken | Opmerkingen |
| ----------------------------------------------------------- | --------------------- | --------------------- | --------------- | ------------ | ----------- |
| Goodies                                                     | 01-11-2004            | 10-09-2005            | 88              | 4            |             |
| Ciara: The Evolution                                        | 13-04-2007            | 28-04-2007            | 43              | 7            |             |
| Fantasy Ride                                                | 01-05-2009            | 09-05-2009            | 21              | 16*          |             |
| Basic Instinct                                              | 10-12-2010            | -                     | -               |              |             |
| Ciara                                                       | 2013                  | 27-07-2013            | 188             | 1*           |             |
| Jackie                                                      | 04-03-15              | 01-05-15              | -               |              |             |

### Singles
| Single met eventuele hitnotering(en) in de Nederlandse Top 40 | Datum van verschijnen | Datum van binnenkomst | Hoogste positie | Aantal weken | Opmerkingen                                  |
| ------------------------------------------------------------- | --------------------- | --------------------- | --------------- | ------------ | -------------------------------------------- |
| Goodies                                                       | 18-10-2004            | 06-11-2004            | 28              | 5            | met Petey Pablo                              |
| 1, 2 Step                                                     | 04-04-2005            | 23-04-2005            | 18              | 6            | Nr. 16 Single Top 100, met Missy Elliott     |
| Lose Control                                                  | 27-05-2005            | 30-07-2005            | 39              | 3            | met Missy Elliott & Fatman Scoop             |
| Takin' Back My Love                                           | 12-01-2009            | 28-03-2009            | 5               | 16           | Nr. 9 Single Top 100 met Enrique Iglesias    |
| Love Sex Magic                                                | 03-03-2009            | 30-05-2009            | 26              | 4            | Nr. 23 Single Top 100, met Justin Timberlake |
| Body Party                                                    | 08-03-2013            | -                     | -               | -            | Nr. 98 Single Top 100                        |
| I Bet                                                         | 26-01-15              | -                     | -               | -            | Nr. 87 Single top 100                        |
| Get Up (KSHMR Remix)                                          | 2016                  | 20-02-2016            | tip18           | -            | met R3hab                                    |

| Single met hitnotering(en) in de Vlaamse Ultratop 50 | Datum van verschijnen | Datum van binnenkomst | Hoogste positie | Aantal weken | Opmerkingen                      |
| ---------------------------------------------------- | --------------------- | --------------------- | --------------- | ------------ | -------------------------------- |
| Goodies                                              | 18-10-2004            | 13-11-2004            | 24              | 14           | met Petey Pablo                  |
| 1, 2 Step                                            | 04-04-2005            | 16-04-2005            | 14              | 11           | met Missy Elliott                |
| Lose Control                                         | 27-05-2005            | 25-06-2005            | 24              | 13           | met Missy Elliott & Fatman Scoop |
| Oh                                                   | 14-08-2005            | 20-08-2005            | 38              | 3            | met Ludacris                     |
| Like A Boy                                           | 02-04-2007            | 21-04-2007            | tip12           | -            |                                  |
| Takin' Back My Love                                  | 12-01-2009            | 04-04-2009            | 7               | 15           | met Enrique Iglesias             |
| Love Sex Magic                                       | 03-03-2009            | 25-04-2009            | 19              | 12           | met Justin Timberlake            |
| Ride                                                 | 23-04-2010            | 15-05-2010            | tip10           | -            | met Ludacris                     |
| Got Me Good                                          | 06-11-2012            | 02-02-2013            | tip40           | -            |                                  |
| Body Party                                           | 08-03-2013            | 01-06-2013            | tip100*         |              |                                  |

## Filmografie
| Jaar | Titel                 | Rol          | Opmerkingen     |
| ---- | --------------------- | ------------ | --------------- |
| 2006 | All You've Got        | Becca Watley | MTV             |
| 2012 | Mama, I Want to Sing! | Amara Winter | Gefilmd in 2009 |
| 2012 | That's My Boy         | Brie         |                 |

| Jaar | Titel                         | Rol                          | Opmerkingen                  |
| ---- | ----------------------------- | ---------------------------- | ---------------------------- |
| 2009 | America's Next Top Model      | Zichzelf, model              | Eén aflevering               |
| 2012 | Idols South Africa            | Zichzelf, jurylid            |                              |
| 2013 | The Game                      | Zichzelf, vriendin van Keira | Terugkerende rol (seizoen 6) |
| 2015 | I Can Do That                 | Zichzelf                     |                              |
| 2015 | Nicky, Ricky, Dicky & Dawn    | Zichzelf                     | Eén aflevering               |
| 2016 | Billboard Music Awards        | Zichzelf                     | Presentatrice met Ludacris   |
| 2019 | America's Most Musical Family | Zichzelf, jurylid            |                              |
| 2019 | 47e American Music Awards     | Zichzelf                     | Presentatrice                |

- Biblioteca Nacional de España: XX5884450
- Bibliothèque nationale de France: cb14575932b (data)
- Gemeinsame Normdatei: 13537832X
- International Standard Name Identifier: 0000 0001 1468 7104
- Library of Congress Control Number: no2004107843
- MusicBrainz: 03172286-f7ed-4864-a4db-459cd5ca9790
- Nationale Bibliotheek van Tsjechië: osa2010542025
- Système universitaire de documentation: 087933446
- Virtual International Authority File: 19925388
- WorldCat: E39PBJrWFrwRjFPfwVJQr38jYP